# Acomys dimidiatus
Acomys dimidiatus (лат.) — вид грызунов семейства мышиных.
Acomys dimidiatus небольшого размера, с длиной тела от 95 до 124 мм, длиной хвоста от 93 до 122 мм и весом до 45 г. Окраска верхней части тела оранжево-коричневого цвета, брюхо белое. Это единственный вид рода Acomys, который может иметь чёрную окраску.

## История изучения
Впервые вид был описан Филиппом Кречмар в 1826 году на Синайском полуострове. Позже вид описывался различными учеными и получил много других названий, которые на сегодня являются его синонимами:
- A. hispidus Brandts, 1827
- A. megalotis Lichtenstein, 1829
- A. flavidus Thomas, 1917
- A. homericus Thomas, 1923
- A. carmeliensis Haas, 1952
- A. whitei Harrison, 1980

## Ареал
Населяет Синайский полуостров Египта, Иорданию и Израиль, Ливан, Сирию, Саудовскую Аравию и Йемен, Оман и ОАЭ, южный Ирак, южный Иран и южный Пакистан.
Ночной, сумеречный вид. Он живёт в скалистых районах, в засушливых степях и пустынях с обильной растительностью на высоте от 300 до 1200 метров над уровнем моря. В Египте он часто встречается в домах и в сельскохозяйственных районах. Питается насекомыми, улитками, растениями, но больше семенами.

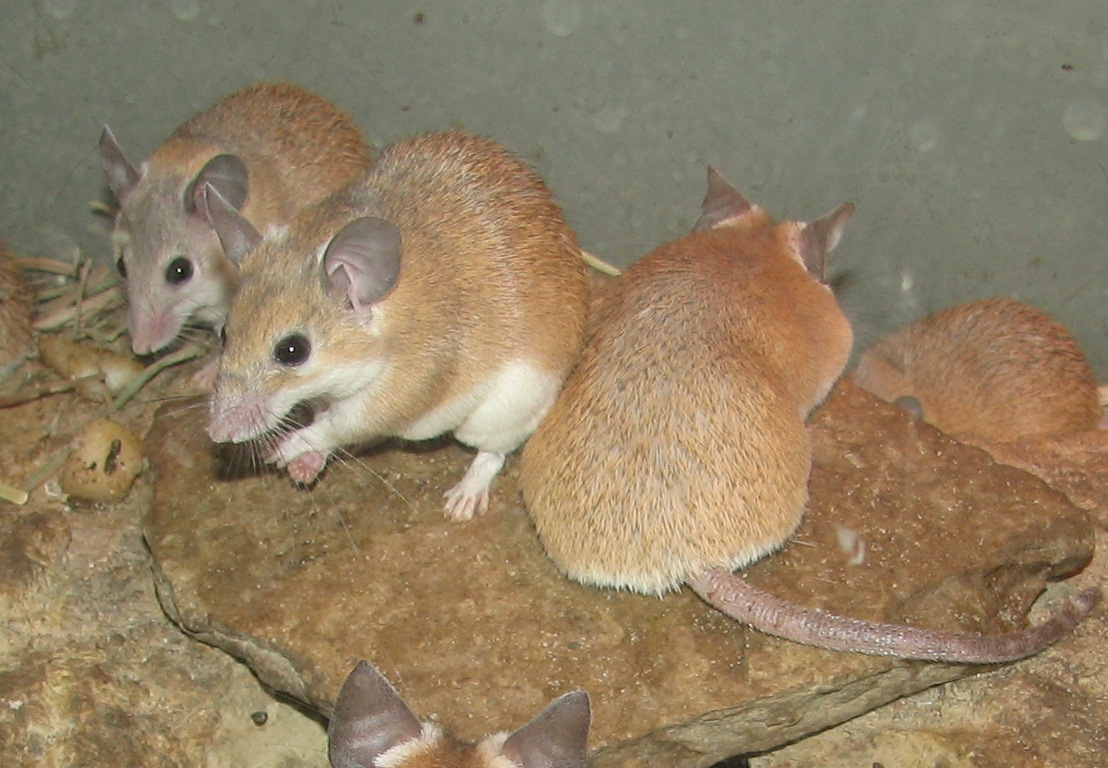
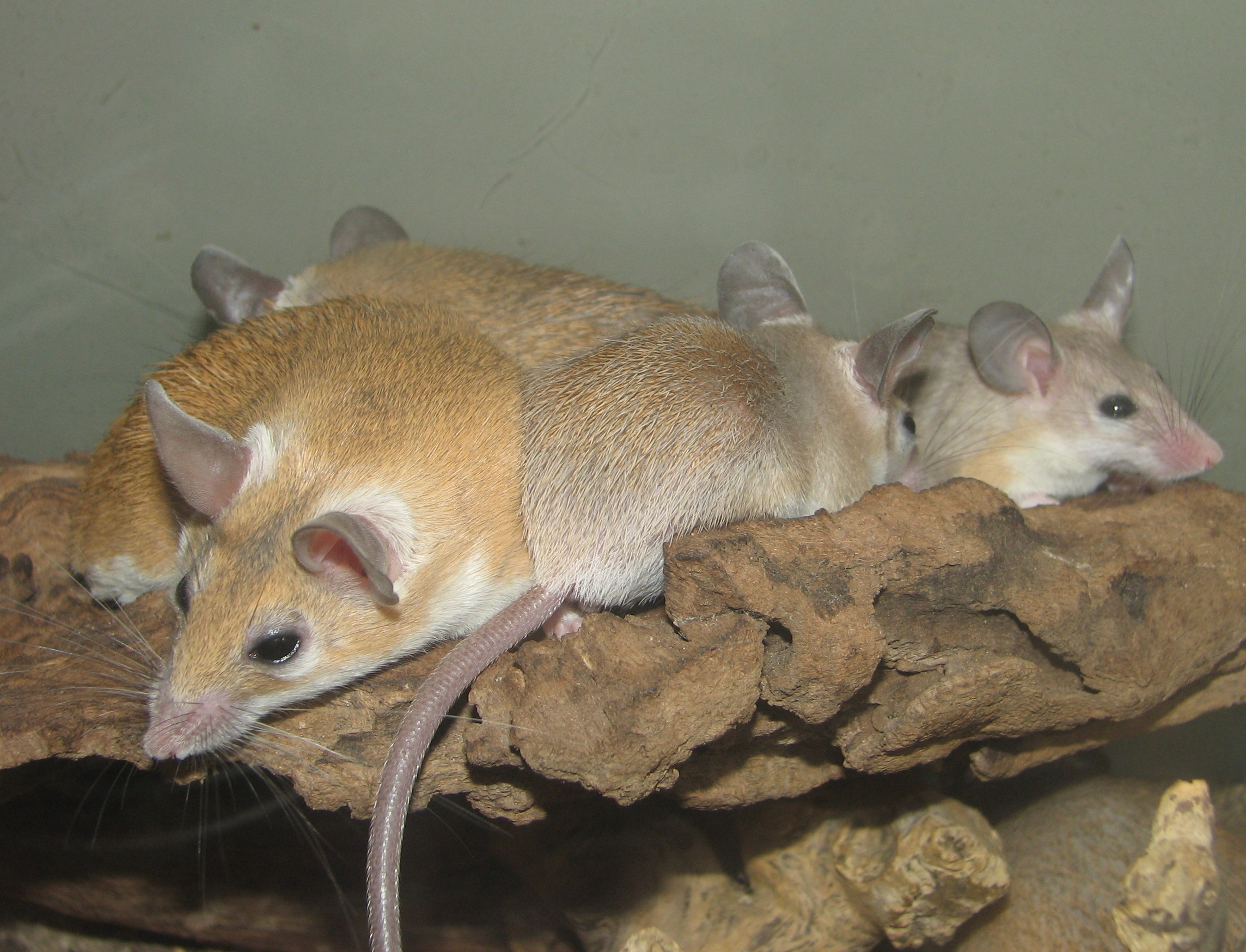